# Pattaraburin Jannawan
Pattaraburin Jannawan (thailändisch ภัทรบุรินทร์ จันนาวัน, * 5. Juli 2005), auch als Kong bekannt, ist ein thailändischer Fußballspieler.

## Karriere
Pattaraburin Jannawan spielte die Hinrunde der Saison 2022/23 beim Drittligisten Udon United FC. Für den Verein aus Udon Thani, der in der North/Eastern Region spielte, bestritt er fünf Drittligaspiele. Ende Dezember 2022 unterschrieb er einen Vertrag beim Erstligisten Nongbua Pitchaya FC. Sein Erstligadebüt für den Verein aus Nong Bua Lamphu gab Pattaraburin Jannawan am 23. April 2023 (27. Spieltag) im Auswärtsspiel gegen Muangthong United. Bei der 3:1-Niederlage wurde er in der 85. Minute für Adisorn Promrak eingewechselt. Am Ende der Saison 2022/23 musste er mit Nongbua als Tabellenvorletzter den Weg in die Zweitklassigkeit antreten. Am Ende der Saison 2023/24 wurde er mit dem Klub Vizemeister und stieg direkt wieder in die erste Liga auf. Mit dem U23-Team von Nongbua nahm er 2024 an der U23-Meisterschaft teil. Am Ende der Saison feierte er mit der U23 die Meisterschaft. Zur Rückrunde 2024/25 wechselte er auf Leihbasis zum Viertligisten Udon Banjan United FC. Mit dem Verein aus der Provinz Udon Thani wurde er am Ende der Saison Meister der North/Eastern Region und stieg somit in die dritte Liga auf. Nach der Ausleihe kehrte er im Sommer 2025 nach Nongua zurück.

## Erfolge
Nongbua Pitchaya FC
- Thailändischer Zweitligameister: 2023/24  ▲

Nongbua Pitchaya FC U23
- Thailändischer U23-Meister: 2024

Udon Banjan United FC
- Thailand Semi-Pro League (North/East): 2025  ▲